# Joaquín Barón Domingo
Joaquín Barón y Domingo (segunda mitad del XVIII-comienzos del XIX) fue un poeta, escritor y filósofo español.

## Biografía
Aún se conoce muy poco sobre él. Hijo de un abogado de la Corte, fue a su vez abogado de los Reales Consejos y se casó con la actriz María Coleta García Godínez, con la que tuvo algunos problemas conyugales desde que fue desterrado por el Rey. Era miembro de la Academia de los Pastores de Manzanares (Madrid) con el sobrenombre de "Delio", por lo cual se le ha solido confundir en más de una ocasión con fray Diego Tadeo González, que tenía el mismo pseudónimo, pero por la Segunda escuela poética salmantina. Como la Academia de Madrid fue auspiciada por Manuel Godoy y Barón le dedica una serie de "Odas", hemos de suponer que fue protegido por el poderoso valido de Carlos IV. Publicó poemas y artículos en la prensa madrileña de su época, así como un excelente melólogo sobre María Alonso Coronel, esposa de Guzmán el Bueno, provisto de un interesante prólogo y dedicado al Duque de Arión, en cuya casa fue representado por la propia mujer de Barón, María Coleta.

## Obras
- Obras poéticas de D. Joaquín Barón y Domingo, entre los Pastores del Manzanares, Delio, académico de número, 1795, manuscrito.[4]
- La mujer heroica, esposa de Alonso Pérez de Guzmán el Bueno, doña María Alonso Coronel, drama unipersonal, Madrid: Viuda de Ibarra, 1792.